# Банф-Трейл (Си-Трейн)
«Банфф-Трейл» (англ. Banff Trail) — станция Си-Трейна в Калгари. Эта станция открылась к 1987 году и в настоящее время обслуживает 5 600 пассажиров в день.
Станция расположена неподалёку от стадиона «Макмэхон», который вмещает в себя 780 посетителей. 
В рамках проекта «Калгари Транзит» к концу 2014 года был проведён капитальный ремонт, в результате которого была увеличена длина состава до 4 вагонов. Строительство проходило с 2014 по 2015 год, во время этого станция была закрыта.
Ремонт был завершён 21 декабря 2014 года. Станция была оборудована новыми камерами слежения, освещением и многим другим.
В 2005 году был зафиксирован средний пассажиропоток в 2900 посадок.
В 2008 году число посетителей станции увеличилось до 5 600 (будние дни).